# Celaetycheus strenuus
Celaetycheus strenuus är en spindelart som beskrevs av Bryant 1942. Celaetycheus strenuus ingår i släktet Celaetycheus och familjen Ctenidae.
Artens utbredningsområde är Puerto Rico. Inga underarter finns listade i Catalogue of Life.